# Sociedade Filarmônica União Sanfelixta
A Sociedade Filarmônica União Sanfelixta (SFUS) é uma instituição cultural brasileira de São Félix, município do estado da Bahia. Foi fundada em 7 de setembro de 1916 e está sediada na Ladeira da Misericórdia. Como única banda de música clássica da cidade, mantém rivalidade meramente musical com a Minerva Cachoeirana (a qual rivaliza em Cachoeira com a Sociedade Cultural Orfeica Lyra Ceciliana, esta também com origem ligada a Tranquilino Bastos). É campeã do 8.º Festival de Filarmônicas do Recôncavo (1999) e do 1.º Encontro de Filarmônica do Sul.
As atividades da filarmônica estão em torno da educação musical gratuita, da inclusão social pela cidadania musical e da promoção e preservação cultural da música de partitura. Assim, mantém uma escola de iniciação musical (a Escola de Música do Maestro André Luís Rocha Santos), um corpo de música orquestral e um arquivo de partituras manuscritas. A composição do corpo musical é variado historicamente, tanto em termos de profissões (pedreiros, sapateiros, policiais, bancários, etc.), quanto de faixa etária (dos 18 aos 60 anos). Amâncio Francisco dos Santos e Amando Nobre foram maestros da orquestra. Além disso, participa de eventos cívicos, culturais e religiosos em São Félix, cidades vizinhas e de outros estados brasileiros.

## História
A partir da extinção da filarmônica Harpa Sanfelista, os músicos Amâncio Francisco dos Santos, João Mauricio do Nascimento, Carlos de Marcos, Hermilino Ferreira da Silva, Aristides Bruno de Magalhães, João Amaral, Plínio Carlos de Santana, Urbano Soares de Araújo, Artur J. Barbosa, Roberto Soares e Tarcilo Brito fundaram em 7 de setembro de 1916 a União Sanfelixta. Contudo, a inauguração ocorreu apenas no ano seguinte. Manoel Tranquilino Bastos foi o primeiro professor de música. Essa origem está no contexto de efervescência cultural associada à manufatura do fumo no Recôncavo Baiano.
Apesar de declarar-se apartidária e da política de censura da Ditadura Militar Brasileira a instituições culturais, ter o perfil similar ao do militarismo (marcha, fardamento) e também ter Luiz Gonzaga Dias, vereador filiado à Aliança Renovadora Nacional (ARENA), como presidente da instituição, isso propiciou a continuidade do pouco apoio financeiro recebido das esferas de governo durante esse período ditatorial. Nessa época, a União Sanfelixta participou do Festival das Filarmônicas do Interior em 1975 em Santo Antônio de Jesus, quando foi uma das cinco filarmônicas premiadas.
Participou de várias edições do Festival de Filarmônicas do Recôncavo (FESTFIR), tendo se consagrado campeã na oitava edição, realizada em 1999 em São Félix. Esta edição resultou no álbum VIII Festival de Filarmônicas do Recôncavo, com gravação do Estúdio Palco Livre e produção do Centro Cultural Dannemann.
A partir da Lei ordinária n. 7668, de 26 de junho de 2000, teve seu caráter de utilidade pública reconhecido no nível estadual.
É participante assídua do Encontro de Filarmônicas e em setembro de 2016 organizou o primeiro Encontro de Filarmônicas de São Félix, no Instituto Dannemann, em comemoração ao centenário de fundação da filarmônica. Em 2019, participou do protesto multicentrado "O Grito das Filarmônicas" por ocasião do Dia do Músico (22 de novembro) e a fim de políticas públicas em favor de filarmônicas.
Em 2021, ganhou financiamento do Programa Estadual Aldir Blanc Bahia (via Lei Aldir Blanc) para conservação, manutenção e sistematização do acervo documental de mais de 1500 partituras manuscritas à caneta bico de pena, além de apoio de estudantes de museologia da Universidade Federal do Recôncavo da Bahia para trabalhos arquivísticos. Em 2024, sua banda foi selecionada pela Fundação Cultural do Estado da Bahia (FUNCEB) para participar do Desfile 2 de Julho no Centro Histórico de Salvador.